# Campeonato Mundial de Esquí Alpino de 1933
El III Campeonato Mundial de Esquí Alpino se celebró en la localidad de Innsbruck (Austria) en 1933 bajo la organización de la Federación Internacional de Esquí (FIS) y la Federación Austriaca de Esquí.

## Resultados

### Masculino
| Evento    | Oro                      | Plata                        | Bronce                  |
| --------- | ------------------------ | ---------------------------- | ----------------------- |
| Descenso  | Walter Prager · Suiza ·  | David Zogg · Suiza ·         | Hans Hauser · Austria · |
| Eslalon   | Anton Seelos · Austria · | Gustav Lantscner · Austria · | Willi Steuri · Suiza ·  |
| Combinado | Anton Seelos · Austria · | Willi Steuri · Suiza ·       | Otto Furrer · Suiza ·   |

### Femenino
| Evento    | Oro                     | Plata                        | Bronce                       |
| --------- | ----------------------- | ---------------------------- | ---------------------------- |
| Descenso  | Inge Wersin · Austria · | Nini Zogg · Suiza ·          | Greda Paumgarten · Austria · |
| Eslalon   | Inge Wersin · Austria · | Helen Boughton Reino Unido   | Helen Zingg · Suiza ·        |
| Combinado | Inge Wersin · Austria · | Gerda Paumgarten · Austria · | Jeanette Kessler Reino Unido |

## Medallero
| Núm. | País        | Oro | Plata | Bronce | Total |
| ---- | ----------- | --- | ----- | ------ | ----- |
| 1    | Austria     | 5   | 2     | 2      | 9     |
| 2    | Suiza       | 1   | 3     | 3      | 7     |
| 3    | Reino Unido | 0   | 1     | 1      | 2     |
|      | TOTAL       | 6   | 6     | 6      | 18    |